# Перего
Перего (итал. Perego) — коммуна в Италии, располагается в регионе Ломбардия, подчиняется административному центру Лекко.
Население составляет 1586 человек, плотность населения составляет 397 чел./км². Занимает площадь 4 км². Почтовый индекс — 23888. Телефонный код — 039.